# Coppa CEV 2009-2010 (maschile)
La Coppa CEV di pallavolo maschile 2009-2010 è stata la 38ª edizione del secondo torneo pallavolistico europeo per importanza dopo la Champions League, la terza con questa denominazione; iniziata il 2 dicembre 2009, si è conclusa con la final-four di Maaseik, in Belgio, il 28 marzo 2010. Alla competizione hanno partecipato 35 squadre e la vittoria finale è andata per la terza volta al Piemonte Volley.

## Squadre partecipanti
- Vienna hotVolleys
- Asse-Lennik
- Waasland Kruibeke
- Maaseik[1]
- Anorthōsīs
- Zagreb
- Audentese
- Santasport
- Tampereen Isku

- Montpellier
- Tourcoing
- Tours[1]
- Unterhaching
- Īraklīs Salonicco
- Patrōn
- Piacenza[1]
- Piemonte
- Dynamo Apeldoorn

- Budućnost Podgorica
- AZS Częstochowa
- ZAKSA
- Dukla Liberec
- Dinamo Bucarest
- Tomis Costanza
- Fakel
- Iskra Odincovo
- Stella Rossa

- GO Volley
- Salonit Anhovo
- Pòrtol
- Sant Pere i Sant Pau[2]
- Teruel[1]
- Amriswil
- Losanna UC
- Arkas
- Kaposvár

## Torneo

### Sedicesimi di finale

#### Andata
| Data     | Risultati         | Risultati | Risultati           | 1° Set | 2° Set | 3° Set | 4° Set | 5° Set |
| -------- | ----------------- | --------- | ------------------- | ------ | ------ | ------ | ------ | ------ |
| 02-12-09 | Iskra Odincovo    | 3 - 0     | Anorthōsīs          | 25-18  | 25-18  | 25-16  |        |        |
| 02-12-09 | Fakel             | 3 - 0     | Salonit Anhovo      | 25-13  | 25-16  | 25-10  |        |        |
| 02-12-09 | Tomis Costanza    | 3 - 0     | Montpellier         | 34-32  | 25-22  | 25-15  |        |        |
| 02-12-09 | AZS Częstochowa   | 3 - 1     | Unterhaching        | 25-22  | 25-20  | 23-25  | 25-16  |        |
| 02-12-09 | Patrōn            | 3 - 0     | Santasport          | 25-20  | 25-19  | 25-21  |        |        |
|          | Dynamo Apeldoorn  | x - x     | Bye                 |        |        |        |        |        |
| 03-12-09 | Vienna hotVolleys | 3 - 1     | Kaposvár            | 25-15  | 24-26  | 25-23  | 25-14  |        |
| 02-12-09 | Īraklīs Salonicco | 3 - 0     | Asse-Lennik         | 25-21  | 25-22  | 25-18  |        |        |
| 02-12-09 | Pòrtol            | 3 - 0     | Zagreb              | 25-0   | 25-0   | 25-0   |        |        |
| 02-12-09 | Tampereen Isku    | 1 - 3     | Arkas               | 18-25  | 22-25  | 26-24  | 23-25  |        |
| 03-12-09 | Stella Rossa      | 3 - 0     | Waasland Kruibeke   | 25-16  | 25-24  | 25-22  |        |        |
| 03-12-09 | GO Volley         | 1 - 3     | ZAKSA               | 22-25  | 25-22  | 15-25  | 23-25  |        |
| 02-12-09 | Tourcoing         | 3 - 0     | Losanna UC          | 25-16  | 25-15  | 25-15  |        |        |
| 02-12-09 | Dinamo Bucarest   | 1 - 3     | Budućnost Podgorica | 20-25  | 25-21  | 19-25  | 17-25  |        |
| 02-12-09 | Dukla Liberec     | 0 - 3     | Audentese           | 19-25  | 18-25  | 14-25  |        |        |
| 02-12-09 | Amriswil          | 0 - 3     | Piemonte            | 22-25  | 15-25  | 21-25  |        |        |

#### Ritorno
| Data     | Risultati           | Risultati | Risultati         | 1° Set | 2° Set | 3° Set | 4° Set | 5° Set |
| -------- | ------------------- | --------- | ----------------- | ------ | ------ | ------ | ------ | ------ |
| 10-12-09 | Anorthōsīs          | 0 - 3     | Iskra Odincovo    | 19-25  | 21-25  | 22-25  |        |        |
| 09-12-09 | Salonit Anhovo      | 0 - 3     | Fakel             | 13-25  | 23-25  | 18-25  |        |        |
| 08-12-09 | Montpellier         | 3 - 0     | Tomis Costanza    | 25-17  | 25-16  | 27-25  |        |        |
| 09-12-09 | Unterhaching        | 3 - 1     | AZS Częstochowa   | 22-25  | 25-18  | 25-13  | 25-23  |        |
| 09-12-09 | Santasport          | 0 - 3     | Patrōn            | 23-25  | 24-26  | 20-25  |        |        |
|          | Bye                 | 0 - 0     | Dynamo Apeldoorn  |        |        |        |        |        |
| 08-12-09 | Kaposvár            | 3 - 2     | Vienna hotVolleys | 25-22  | 19-25  | 17-25  | 25-18  | 15-12  |
| 09-12-09 | Asse-Lennik         | 3 - 1     | Īraklīs Salonicco | 25-19  | 25-23  | 20-25  | 25-10  |        |
| 08-12-09 | Zagreb              | 0 - 3     | Pòrtol            | 0-25   | 0-25   | 0-25   |        |        |
| 10-12-09 | Arkas               | 3 - 0     | Tampereen Isku    | 25-16  | 25-19  | 25-21  |        |        |
| 09-12-09 | Waasland Kruibeke   | 2 - 3     | Stella Rossa      | 28-26  | 24-26  | 11-25  | 31-29  | 10-15  |
| 10-12-09 | ZAKSA               | 3 - 0     | GO Volley         | 25-19  | 25-15  | 25-23  |        |        |
| 09-12-09 | Losanna UC          | 1 - 3     | Tourcoing         | 25-23  | 16-25  | 21-25  | 17-25  |        |
| 09-12-09 | Budućnost Podgorica | 3 - 0     | Dinamo Bucarest   | 25-22  | 25-20  | 25-23  |        |        |
| 10-12-09 | Audentese           | 3 - 1     | Dukla Liberec     | 25-18  | 25-23  | 22-25  | 25-19  |        |
| 09-12-09 | Piemonte            | 3 - 1     | Amriswil          | 25-21  | 21-25  | 25-21  | 25-23  |        |

#### Squadre qualificate
- Iskra Odincovo
- Fakel
- Montpellier (17-15 al golden set)
- AZS Częstochowa (15-12 al golden set)
- Patrōn
- Dynamo Apeldoorn
- Vienna hotVolleys
- Īraklīs Salonicco

- Pòrtol
- Arkas
- Stella Rossa
- ZAKSA
- Tourcoing
- Budućnost Podgorica
- Audentese
- Piemonte

### Ottavi di finale

#### Andata
| Data     | Risultati         | Risultati | Risultati           | 1° Set | 2° Set | 3° Set | 4° Set | 5° Set |
| -------- | ----------------- | --------- | ------------------- | ------ | ------ | ------ | ------ | ------ |
| 05-01-10 | Iskra Odincovo    | 3 - 1     | Fakel               | 25-23  | 25-27  | 25-22  | 25-21  |        |
| 07-01-10 | Montpellier       | 1 - 3     | AZS Częstochowa     | 20-25  | 22-25  | 25-16  | 22-25  |        |
| 05-01-10 | Patrōn            | 3 - 0     | Dynamo Apeldoorn    | 25-19  | 25-23  | 25-19  |        |        |
| 06-01-10 | Vienna hotVolleys | 0 - 3     | Īraklīs Salonicco   | 28-30  | 21-25  | 22-25  |        |        |
| 07-01-10 | Pòrtol            | 1 - 3     | Arkas               | 28-26  | 23-25  | 23-25  | 23-25  |        |
| 06-01-10 | Stella Rossa      | 0 - 3     | ZAKSA               | 23-25  | 21-25  | 18-25  |        |        |
| 06-01-10 | Tourcoing         | 3 - 0     | Budućnost Podgorica | 25-17  | 25-21  | 25-19  |        |        |
| 07-01-10 | Audentese         | 0 - 3     | Piemonte            | 18-25  | 18-25  | 20-25  |        |        |

#### Ritorno
| Data     | Risultati           | Risultati | Risultati         | 1° Set | 2° Set | 3° Set | 4° Set | 5° Set |
| -------- | ------------------- | --------- | ----------------- | ------ | ------ | ------ | ------ | ------ |
| 12-01-10 | Fakel               | 0 - 3     | Iskra Odincovo    | 20-25  | 23-25  | 17-25  |        |        |
| 14-01-10 | AZS Częstochowa     | 2 - 3     | Montpellier       | 25-13  | 25-19  | 18-25  | 23-25  | 13-15  |
| 13-01-10 | Dynamo Apeldoorn    | 3 - 2     | Patrōn            | 22-25  | 25-17  | 25-23  | 20-25  | 15-13  |
| 13-01-10 | Īraklīs Salonicco   | 3 - 0     | Vienna hotVolleys | 25-16  | 25-23  | 25-23  |        |        |
| 14-01-10 | Arkas               | 3 - 0     | Pòrtol            | 25-14  | 25-18  | 25-22  |        |        |
| 13-01-10 | ZAKSA               | 3 - 0     | Stella Rossa      | 25-20  | 25-16  | 25-18  |        |        |
| 12-01-10 | Budućnost Podgorica | 3 - 1     | Tourcoing         | 22-25  | 31-29  | 25-23  | 25-19  |        |
| 13-01-10 | Piemonte            | 3 - 1     | Audentese         | 23-25  | 25-21  | 29-27  | 25-16  |        |

#### Squadre qualificate
- Iskra Odincovo
- AZS Częstochowa
- Patrōn
- Īraklīs Salonicco
- Arkas
- ZAKSA
- Tourcoing
- Piemonte

### Quarti di finale

#### Andata
| Data     | Risultati      | Risultati | Risultati         | 1° Set | 2° Set | 3° Set | 4° Set | 5° Set |
| -------- | -------------- | --------- | ----------------- | ------ | ------ | ------ | ------ | ------ |
| 28-01-10 | Iskra Odincovo | 3 - 0     | AZS Częstochowa   | 25-21  | 25-14  | 25-15  |        |        |
| 27-01-10 | Patrōn         | 3 - 1     | Īraklīs Salonicco | 25-23  | 25-19  | 21-25  | 25-14  |        |
| 28-01-10 | Arkas          | 3 - 2     | ZAKSA             | 25-20  | 29-27  | 22-25  | 23-25  | 18-16  |
| 27-01-10 | Tourcoing      | 1 - 3     | Piemonte          | 25-27  | 26-24  | 23-25  | 27-29  |        |

#### Ritorno
| Data     | Risultati         | Risultati | Risultati      | 1° Set | 2° Set | 3° Set | 4° Set | 5° Set |
| -------- | ----------------- | --------- | -------------- | ------ | ------ | ------ | ------ | ------ |
| 02-02-10 | AZS Częstochowa   | 1 - 3     | Iskra Odincovo | 20-25  | 25-23  | 24-26  | 21-25  |        |
| 03-02-10 | Īraklīs Salonicco | 3 - 1     | Patrōn         | 25-13  | 25-17  | 22-25  | 25-17  |        |
| 03-02-10 | ZAKSA             | 3 - 1     | Arkas          | 19-25  | 25-20  | 25-16  | 25-18  |        |
| 03-02-10 | Piemonte          | 3 - 0     | Tourcoing      | 25-23  | 25-19  | 25-20  |        |        |

#### Squadre qualificate
- Iskra Odincovo
- Patrōn (11-15 al golden set)
- ZAKSA
- Piemonte

### Challenge Round

#### Andata
| Data     | Risultati | Risultati | Risultati      | 1° Set | 2° Set | 3° Set | 4° Set | 5° Set |
| -------- | --------- | --------- | -------------- | ------ | ------ | ------ | ------ | ------ |
| 25-02-10 | Piacenza  | 3 - 0     | ZAKSA          | 25-18  | 25-21  | 25-14  |        |        |
| 24-02-10 | Tours     | 2 - 3     | Iskra Odincovo | 23-25  | 25-19  | 23-25  | 25-18  | 9-15   |
| 24-02-10 | Teruel    | 2 - 3     | Piemonte       | 13-25  | 25-16  | 24-26  | 25-23  | 10-15  |
| 23-02-10 | Maaseik   | 3 - 1     | Patrōn         | 25-18  | 25-18  | 16-25  | 25-20  |        |

#### Ritorno
| Data     | Risultati      | Risultati | Risultati | 1° Set | 2° Set | 3° Set | 4° Set | 5° Set |
| -------- | -------------- | --------- | --------- | ------ | ------ | ------ | ------ | ------ |
| 03-03-10 | ZAKSA          | 1 - 3     | Piacenza  | 22-25  | 25-18  | 25-19  | 25-22  |        |
| 03-03-10 | Iskra Odincovo | 3 - 2     | Tours     | 22-25  | 25-19  | 28-30  | 25-17  | 15-9   |
| 04-03-10 | Piemonte       | 3 - 0     | Teruel    | 25-15  | 25-17  | 25-16  |        |        |
| 03-03-10 | Patrōn         | 3 - 1     | Maaseik   | 20-25  | 25-17  | 27-25  | 25-23  |        |

#### Squadre qualificate
- Piacenza
- Iskra Odincovo
- Piemonte
- Maaseik (12-15 al golden set)

### Final-four
La final four si è disputata a Maaseik ( Belgio).

Le semifinali si sono giocate il 27 marzo, mentre le finali per il terzo e il primo posto il 28 marzo.
|  | Semifinali     | Semifinali     | Semifinali     |                |          | Finale             | Finale             | Finale             |  |
|  |                |                |                |                |          |                    |                    |                    |  |
|  | Piacenza       | Piacenza       | 0              |                |          |                    |                    |                    |  |
|  | Piacenza       | Piacenza       | 0              |                |          |                    |                    |                    |  |
|  | Piemonte       | Piemonte       | 3              |                |          |                    |                    |                    |  |
|  | Piemonte       | Piemonte       | 3              |                | Piemonte | Piemonte           | 3                  |                    |  |
|  |                |                |                |                | Piemonte | Piemonte           | 3                  |                    |  |
|  |                |                | Iskra Odincovo | Iskra Odincovo | 1        |                    |                    |                    |  |
|  | Iskra Odincovo | Iskra Odincovo | Iskra Odincovo | Iskra Odincovo | 1        | 3                  |                    |                    |  |
|  | Iskra Odincovo | Iskra Odincovo |                |                |          | 3                  |                    |                    |  |
|  | Maaseik        | Maaseik        | 1              |                |          | Finale 3º/4º posto | Finale 3º/4º posto | Finale 3º/4º posto |  |
|  | Maaseik        | Maaseik        | 1              |                |          |                    |                    |                    |  |
|  |                |                |                |                |          |                    |                    |                    |  |
|  |                |                |                |                |          | Piacenza           | Piacenza           | 1                  |  |
|  |                |                |                |                |          | Piacenza           | Piacenza           | 1                  |  |
|  |                |                |                |                |          | Maaseik            | Maaseik            | 3                  |  |

#### Semifinali
| Data     | Risultati      | Risultati | Risultati | 1° Set | 2° Set | 3° Set | 4° Set | 5° Set |
| -------- | -------------- | --------- | --------- | ------ | ------ | ------ | ------ | ------ |
| 27-03-10 | Piacenza       | 0 - 3     | Piemonte  | 20-25  | 22-25  | 23-25  |        |        |
| 27-03-10 | Iskra Odincovo | 3 - 1     | Maaseik   | 25-19  | 25-17  | 25-27  | 25-20  |        |

#### Finale 3º/4º posto
| Data     | Risultato | Risultato | Risultato | 1° Set | 2° Set | 3° Set | 4° Set | 5° Set |
| -------- | --------- | --------- | --------- | ------ | ------ | ------ | ------ | ------ |
| 28-03-10 | Piacenza  | 1 - 3     | Maaseik   | 20-25  | 25-23  | 16-25  | 19-25  |        |

#### Finale
| Data     | Risultato | Risultato | Risultato      | 1° Set | 2° Set | 3° Set | 4° Set | 5° Set |
| -------- | --------- | --------- | -------------- | ------ | ------ | ------ | ------ | ------ |
| 28-03-10 | Piemonte  | 3 - 1     | Iskra Odincovo | 25-22  | 21-25  | 25-21  | 26-24  |        |

## Premi individuali
| Premio                | Giocatore           | Squadra        |
| --------------------- | ------------------- | -------------- |
| Most Valuable Player  | Wout Wijsmans       | Piemonte       |
| Miglior realizzatore  | Jochen Schöps       | Iskra Odincovo |
| Miglior attaccante    | Jochen Schöps       | Iskra Odincovo |
| Miglior muro          | Simon Van de Voorde | Maaseik        |
| Miglior servizio      | Wout Wijsmans       | Piemonte       |
| Miglior palleggiatore | Nikola Grbić        | Piemonte       |
| Miglior ricevitore    | Bert Derkoningen    | Maaseik        |
| Migliore libero       | Hubert Henno        | Piemonte       |